# 昆泽县
昆泽县，西汉至南朝齐、梁时期的县，在今云南省宜良县，范围包括嵩明以南、南盘江以北之地。

## 历史
汉武帝元封二年（前109年）开益州郡，设昆泽县，东汉仍属益州郡。三国蜀汉改益州郡为建宁郡，昆泽县改属建宁。西晋泰始七年（271年），武帝划建宁、兴古、云南、永昌四郡设立宁州，昆泽县属宁州建宁郡。南朝宋、齐属建宁郡，齐时南中各地已被大姓爨氏控制，萧梁仅能遥领宁州，到陈朝即不再统治宁州。
“昆泽”之名，元代文献中再次出现。《秋涧先生大全文集》所录《左丞相兀良氏家庙碑铭》有载“国主段兴智逃匿昆泽，并擒以献”。《元史·兀良合台传》亦载“至昆泽，擒其国王段兴智及其渠帅马合剌昔以献”。方国瑜认为元代文献所载的“昆泽”只是借用或假托古地名。

## 地望
《水经注》载温水（南盘江）与迷水在谈槀县合流后，又“西迳昆泽县南”，是考订昆泽故城的唯一资料。邹安鬯、谢钟英定于宜良县，钱坫、方国瑜、任乃强、《中国历史地图集》等均从此说。杨守敬在《水经注疏》中认为昆泽在陆凉州（今陆良县）西，又在《前汉地理图》中将昆泽标于宜良县以北今北羊街一带。谭其骧主编《正史地理志汇释丛刊》定于宜良县北或东北。《道光云南通志稿》认为“昆泽”为杨林大泽（即嘉利泽，今已消失），定昆泽县于嵩明县，丁谦、王先谦等同此说；刘琳认为嘉利泽周围为昆明夷所居，故名“昆泽县”，定昆泽县于今嵩明县杨林镇；但方国瑜指出嘉利泽为涂水（牛栏江）源头，而《汉书》明载涂水出自牧靡县，且温水并未流经嵩明，因此不能以嵩明释为昆泽。《读史方舆纪要》、《乾隆云南通志》、段长基定于昆阳州（今昆明市晋宁区昆阳街道）；汪士铎定于晋宁州（今晋宁区晋城街道）、江川县一带，失之甚远；吕调阳定于今会泽县者海镇，系任意为说。

## 引用
1. 1 2  刘琳（1984年），第410页
2. ↑  汉书，卷二十八上·地理志八上，第1601页："益州郡，武帝元封二年开。莽曰就新，属益州。……县二十四：……昆泽。"
3. ↑  后汉书，志二十三·郡国五，第3512-3513页："益州郡，武帝置。……昆泽。"
4. ↑  晋书，卷十四·地理上，第441页："建宁郡，蜀置，统县十七，户二万九千。味、昆泽、存䣖、新定、谈槀、母单、同濑、漏江、牧麻、谷昌、连然、秦臧、双柏、俞元、修云、泠丘、滇池。"
5. ↑  晋书，卷十四·地理上，第440页："泰始七年，武帝以益州地广，分益州之建宁、兴古、云南、交州之永昌，合四郡为宁州，统县四十五，户八万三千。"
6. ↑  宋书，卷三十八·州郡四，第1182页："建宁太守，汉益州郡滇王国，刘氏更名。领县十三。……昆泽长，汉旧县。"
7. ↑  南齐书，卷十五·州郡下，第304页："宁州，镇建宁郡，本益州南中，诸葛亮所谓不毛之地也。……建(平)[宁]郡：同乐、同濑、牧麻、新兴、新定、味、同并、万安、昆泽、漏江、谈槀、毋单、存䣖。"
8. ↑  尤中（1990年），第86-89页
9. ↑  秋涧先生大全文集，卷五十·大元光禄大夫平章政事兀良氏先庙碑铭（目录作《左丞相兀良氏家庙碑铭》），第520页："世祖皇帝入大理国城其年秋分兵取附都善阐及乌爨之未附者……先时国主段智兴（按：应为段兴智）逃匿昆泽并擒以献"
10. ↑  元史，卷一百二十一·列传第八，速不台〔兀良合台〕，第2979-2980页："甲寅秋，复分兵取附都善阐，转攻合剌章水城，屠之……至昆泽，擒其国王段（智兴）〔兴智〕及其渠帅马合剌昔以献。"
11. 1 2 3 4  方国瑜（1987年），第67页
12. ↑  水经注，卷三十六·温水，第830页："温水自县西北流，迳谈藁与迷水合，水西出益州郡之铜濑县谈虏山，东迳谈藳县，右注温水。温水又西迳昆泽县南，又迳味县，县，故滇国都也。"
13. 1 2  任乃强（1987年），第276页
14. ↑  谢钟英《补三国疆域志补注·九》，引自三国志补编，第523页："昆泽，汉旧县。昆泽，《两汉志》属益州郡，邹安鬯曰：宜良县地。钟英按：《水经注》故城当在宜良县北、大赤江之北。"
15. ↑  新斠注地理志，卷十一，第31页："昆泽，应今云南府宜良县地，《水经注》温水径谈藁县，又径昆泽县。"
16. ↑  谭其骧（1982年），第55-56页
17. ↑  杨守敬 1989，第2975页："温水又西迳昆泽县南，守敬按：汉置县，属益州郡，后汉因，蜀属建宁郡，晋、宋因，齐属建平郡，梁荒废。在今陆凉州西。"
18. ↑  杨守敬 1981，《前汉地理图》南七卷·西四，第七十三页
19. ↑  周振鹤（2006年），第325页
20. ↑  钱林书（2007年），第321页
21. ↑  孟刚 & 邹逸麟（2018年），第414-415页
22. ↑  胡阿祥（2006年），第279页
23. ↑  道光云南通志稿，卷三十二，建置志一之二·沿革二，第17页："谨案：嵩明州志书并不详在汉何县，又旧通志以昆泽为昆阳，今考昆泽并非昆阳，已详昆阳州。惟嵩明杨林大泽在晋宁七县东，当属汉昆泽县。又《水经注》温水又西径昆泽县南，又西南径滇池城，温水即今南盘江，则汉昆泽当在今嵩明南及陆凉西之废芳华县。滇池为今宜良说已见前，若《水经注》昆泽县下中隔又径味县一段，本当在上，误错在下。盖以味县即今南宁，其东无昆泽县地，温水亦非西流数县，始径味县，味县离滇池甚远。温水自味县确是西流，径昆泽南，又西南径滇池城，并非由味县径西南至滇池城者，明乎。则昆泽之为嵩明可无疑矣。"
24. ↑  丁谦《新唐书各外国传地理考证·南蛮列传考证·两爨蛮》，引自蓬莱轩地理学丛书，第二册，第372页："昆川，地理志昆州，即汉昆泽县，今为嵩明州。"
25. ↑  王先谦，汉书补注，第784頁："昆泽。〔补注〕……先谦按：温水即南盘江，自曲靖府西南流，互见谈藁；迳陆凉州合板桥河水屈而南，汇为中埏泽；又西合关上河水、干冲河水、大龙潭水为赤江河，又合洗马河水、云南桥河水、西山大河水、铺上河水；又西为叠水滩，合清水沟水，下入宜良县。宜良，汉滇池，见滇池。《志稿》以陆凉西、宜良北为汉昆泽境，今从之。"
26. ↑  读史方舆纪要，卷一百十四·云南二，第5071页："昆阳州，汉益州郡昆泽县地，晋属建宁郡，宋、齐因之。"
27. ↑  乾隆云南通志，卷四·建置，第16页："昆阳州，汉益州郡昆泽县地。"
28. ↑  段长基，历代疆域表，卷上，第一百九页："昆泽 今昆阳州"
29. ↑  汪士铎《汉志释地略》，引自史记两汉书三史 补编，第三册，第62页："昆泽，晋宁江川。"
30. ↑  吕调阳《汉书地理志详释》，引自史记两汉书三史 补编，第三册，第37页："昆泽 今者海司在俞元北"